# N-甲基去甲猪毛菜酚
N-甲基去甲猪毛菜酚（英語：N-Methylnorsalsolinol，化学名：1,2,3,4-四氢-2-甲基-6,7-异喹啉二酚，1,2,3,4-Tetrahydro-2-methyl-6,7-isoquinolinediol）是一种有机化合物，化学式为C10H13NO2，它是去甲猪毛菜酚的N-甲基化产物。它可由脱氧肾上腺素氢溴酸盐和甲醛反应制得。它是去甲猪毛菜酚经N-甲基转移酶的代谢产物。